# Kraftshofer Forst
Kraftshofer Forst är ett kommunfritt område och ort i Landkreis Erlangen-Höchstadt i Regierungsbezirk Mittelfranken i förbundslandet Bayern i Tyskland.